# 中笒
中笒是尺寸中型的竹製長笛器樂，是朝鲜民族傳統器樂之一。與大笒相比，它體形偏小，且古時尚有的笛膜在演化中也逐漸消失。古時它為貴族和民間都流傳頗廣，現在已瀕臨消失。
中笒和大笒、小笒并稱為“三竹”。